# Tokyo Verdy
Tokyo Verdy (jap. 東京ヴェルディ, Tōkyō Verudi) ist ein Fußballverein mit der Präfektur Tokio als Heimatort, der seit 2024 in der höchsten japanischen Profifußballliga, der J1 League, spielt.
Der Verein, der 1991 aus dem sehr erfolgreichen Yomiuri Football Club hervorgegangen war und 1999 aus Kawasaki (Präfektur Kanagawa) in die Präfektur Tokio zog, konnte bereits mehrere nationale Titel gewinnen, zuletzt 2004 den begehrten Kaiserpokal. Der Verein spielt wie auch der rivalisierende FC Tokyo im Ajinomoto-Stadion der Stadt Chōfu. Der Trainingsplatz des Vereins befindet sich in Kodaira.
Dem allgemeinen Trend folgend besitzt der Verein den „westlich klingenden“ Kunstnamen Verdy, der an die grüne Vereinsfarbe erinnern soll (ital. verdi = grüne) und gleichzeitig einen englischen Klang hat.

## Geschichte

### Gründung und der Aufstieg ins Oberhaus (1969–1979)
Nach dem unerwarteten Erfolg der Japanischen Nationalmannschaft während der Olympischen Sommerspiele 1968 in Mexiko-Stadt, stieg das landesweite Interesse am Fußball. Um die Begeisterung für den Sport aufrechtzuerhalten, wandte sich der damalige Präsident der Japan Football Association Ken Nozu mit Matsutaro Shorioki, seines Zeichens Vorsitzenden der Yomiuri Giants, mit der Bitte an das Verlagshaus Yomiuri Shimbun-sha, einen eigenen Profiklub zu gründen. Shorioku erklärte sich einverstanden und realisierte kurz vor seinem Tod diesen Plan.
Somit gründete 1969, als Japans Fußball von Werksmannschaften dominiert wurde, das einflussreiche Verlagshaus, dem neben der Yomiuri Shimbun (der auflagenstärksten Zeitung der Welt) und diversen Radio- und Fernsehsendern bereits die überaus erfolgreiche Baseballmannschaft der Yomiuri Giants gehörte, den Yomiuri Soccer Club mit Sitz in Kawasaki vor den Toren Tokios.
Der Verein startete in der damals fünftklassigen Tokyo Local League B, erreichte 1971 bereits die Kantō Soccer League und spielte 1972 das erste Mal in zweiten Klasse der Japan Soccer League. Nach Etablierung in der Liga gelang 1978 der Aufstieg in die Division 1 und der erste Titelgewinn im Japan Soccer League Cup 1979. Aufgrund der Dominanz gab sich der Verein den Beinamen FC Nippon (FC Japan) und stand kurz vor seinem Höhenflug.

### Goldene Ära (1979–1994)
Bekannter Trainer war zwischen 1982 und 1984 Rudi Gutendorf.
Das Ziel der Vereinsleitung war die Etablierung des Yomiuri F.C. als eine mit Stars gespickten Topmannschaft und einer landesweiten Fanbasis – so wie man es auch schon mit der Baseballmannschaft Yomiura Giants hielt.
Dem Titelgewinn 1983 folgten bis 1992 noch vier weitere Meisterschaften sowie drei Pokalsiege und als Krönung den Asienpokal der Landesmeister 1987, sodass Yomiuri zusammen mit Nissan (den späteren Yokohama Marinos) als stärkste Mannschaft des Landes galt.
Mit der Gründung der J. League Division 1 Anfang der 1990er Jahre, investierte Yomiuri in den Kauf von Stars und unterhielt Nationalspieler wie Kazuyoshi Miura, Ruy Ramos und Tsuyoshi Kitazawa.
Der Verein behielt seine Vormachtstellung und unterstrich dies mit den vier aufeinander folgenden Titeln: 1990/91 und 1991/92 als Yomiuri Nippon Soccer Club sowie 1993 und 1994 in der neu gegründeten J. League. Dies gelang zuvor nur in den 1960er Jahren der Werksmannschaft von Toyo Industrial.
Ab 1992 wurde der Verein auch Verdy Kawasaki genannt, aufgrund der geplanten Trennung des Vereins von Yomiuri, blieb aber bis zur Übernahme durch Nippon Television Network (die Rundfunksparte Yomiuris) im Jahr 1997 in dessen Besitz.

### Ausbleibender Erfolg und Unterstützung (1995–2000)
Verdy war Mitte der 1990er-Jahre auf dem Höhepunkt seines Erfolges angelangt, doch es zeigte sich, dass die Strategie von Yomiuri nicht aufging: Der Verlag hatte bereits seine Giants zur landesweit beliebtesten Baseballmannschaft gemacht und vermarktete den Verein über seine Zeitungen und Fernsehsender erfolgreich. Dies ließ sich bei Verdy trotz des sportlichen Erfolges nicht wiederholen, da die Fans eher kleine, in ihren Heimatregionen verwurzelte Clubs bevorzugten, als die japanweite Marke FC Nippon; die noch dazu mit einem Maskottchen auftrat, das sehr an einen Geier erinnert.
Als ab 1996 die Erfolge rarer wurden (lediglich der Gewinn des Emperor’s Cup in diesem Jahr kann als letztes Aufbäumen gesehen werden) und sich die Anhänger vom Verein abwandten, brach Verdy die finanzielle Grundlage für den Erfolg weg.
Die alternden Stars konnte nicht durch teure Spieler ersetzt werden, womit nur der siebte Platz möglich wurde.
Bereits 1998 beendete man die Saison nicht nur auf dem vorletzten Tabellenplatz der Liga, sondern stand zudem am Rande des finanziellen Ruins. 1999 erfolgte die Umbenennung in FC Nippon.

### Neuanfang in Tokyo (2001–2005)
Der Neuanfang gelang 2001, nachdem sich der Verein von fast allen teuren Stars trennte und Kawasaki – welches inzwischen von Kawasaki Frontale, den Yokohama Marinos und Yokohama Flügels dominiert wurde – in Richtung Tokio verließ.
Mit dem Umzug nach Chōfu, Tokyo nannte sich der Verein auch Tokyo Verdy 1969, was jedoch erst 2009 zum offiziellen Namen wurde. Einerseits sollte dieser der neuen Heimatstadt gerecht werden und anderseits die Wurzeln des Yomiuri F.C. lebendig halten. Dort konnte mit sparsamem Einsatz von ausländischen Stars (beispielsweise dem Brasilianer Edmundo „o animal“ oder dem Kameruner Patrick M’Boma) und Talenten aus der eigenen Jugendarbeit eine neue Fanbasis aufgebaut werden.
Als zugezogener Verein musste Verdy sich im Schatten des Platzhirsches FC Tokyo präsentieren. Die Zuschauerzahlen stiegen zwar, erreichten aber lange nicht das Niveau des im Jahr 2000 ins Oberhaus aufgestiegenen Stadtrivalen.
Auch sportlich überholte der FC Tokyo den ehemaligen FC Nippon, der sich meist nur mit Mühe in der J. League Division 1 halten kann. Erst am Neujahrstag 2005 gewann Verdy die 2004er Ausgabe des Emperor’s Cup und damit seinen bisher letzten Titel.
Trotz des Erfolges zum Jahresbeginn wurde die Saison 2005 zur schlechtesten der Vereinsgeschichte. Unter anderem wegen der drei Kantersiege der Gegner im Juli (2. Juli: 0:7 gegen Gamba Osaka; 6. Juli: 0:7 gegen die Urawa Red Diamonds; 17. Juli: 0:6 gegen Júbilo Iwata) entließ der Verein seinen Trainer Osvaldo Ardiles, unter dem Verdy in den letzten 5 Spielen 23 Tore kassierte und seit 9 Spielen in Folge nicht mehr gewinnen konnte.
Am 26. Juli 2005 gelang Verdy aber ein unerwartetes Glanzlicht in einer bisher unbefriedigenden Saison: als Tabellenvorletzter besiegten sie in einem Freundschaftsspiel Real Madrid sensationell mit 3:0. Dies blieb aber der einzige Erfolg der Saison.
Auf dem 17. Tabellenplatz beendete Verdy die Saison und stieg das erste Mal nach 28 Jahren im Oberhaus ab.

### Zweite Liga und neues Sponsoring (2006 bis heute)
Trotz des Abstiegs spielte Verdy dank des Pokalerfolgs 2005 als Zweitligist im Jahr 2006 im Asienpokal der Landesmeister. Viele erfahrene Spieler mussten verkauft werden, wodurch der Verein mit der eigenen Jugend arbeiten musste.
Erwähnenswert ist Takayuki Morimoto, der 2004 als damals 15-jähriger der jüngste Torschütze der J.-League-Geschichte wurde.
Die Saison lief nicht zufriedenstellend. Umso mehr überraschte der 5:0-Sieg gegen Thespa Kusatsu am ersten Spieltag der Spielzeit 2007 und der Aufstieg in die J. League Division 1 zur Saison 2008 als Tabellenzweiter. Der Zusatz 1969 wurde aus dem Vereinsnamen entfernt, blieb dem Management aber erhalten.
Am 17. September 2009 kündigte NTV an, es würde seine Anteile des Clubs abstoßen und eine neue Tokyo Verdy Holdings gründen. Damit endete das 40-jährige Sponsoring der Yomiuri/NTV für Verdy.
Unter der Bedingung, dass Tokyo Verdy bis 16. November einen neuen Sponsor findet, erklärte sich die Ligaleitung mit der Entscheidung einverstanden – ansonsten würde der Verein die Zulassung zur Spielzeit 2010 in der J. League verlieren.
Im Oktober 2010 unterzeichnete Tokyo Verdy einen Fünfjahresvertrag mit dem Einzelhändler für Sportartikel Xebio. Seitdem befindet sich das Logo der Firma auf dem Trikot, die Namensrechte für zwei Heimspiele der Saison stehen ihr zu und die hauseigene Sportmarke „Ennerre“ produziert die Trikotsätze des Teams.

## Erfolge

### National
- Japan Soccer League: 5

1983, 1984, 1986/87, 1990/91, 1991/92
- Japan Soccer League Cup: 3

1979, 1985, 1991
- J. League Division 1: 2

1993, 1994
- J. League Cup: 3

1992, 1993, 1994
- Kaiserpokal: 5

1984, 1986, 1987, 1996, 2004
- Xerox Super Cup: 3

1994, 1995, 2005

### Kontinental
- AFC Club Championship: 1

1987–88

## Stadion
Der Verein trägt seine Heimspiele im Ajinomoto-Stadion in Chōfu in der Präfektur Tokio aus. Das Stadion, dessen Eigentümer die Präfektur Tokio ist, hat ein Fassungsvermögen von 49.970 Zuschauern. 

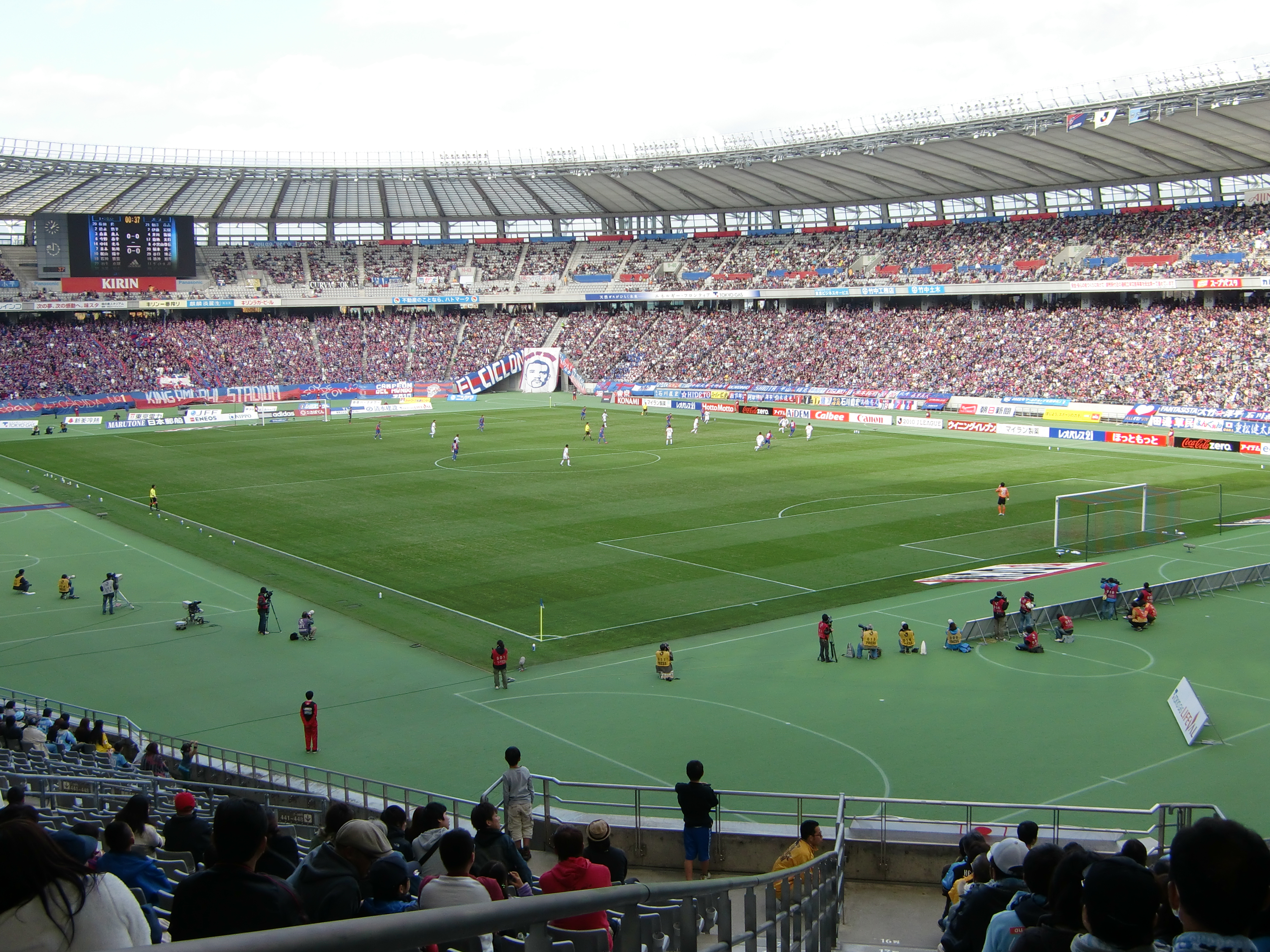
Ajinomoto-Stadion

Koordinaten: 35° 39′ 51″ N, 139° 31′ 37″ O

## Aktueller Kader
Stand: März 2025
| Nr. |           | Position | Name             |
| --- | --------- | -------- | ---------------- |
| 1   | Brasilien | TW       | Matheus Vidotto  |
| 2   | Japan     | AB       | Daiki Fukazawa   |
| 3   | Japan     | AB       | Hiroto Taniguchi |
| 4   | Japan     | AB       | Naoki Hayashi    |
| 5   | Japan     | AB       | Kaito Chida      |
| 6   | Japan     | AB       | Kazuya Miyahara  |
| 7   | Japan     | MF       | Kōki Morita      |
| 8   | Japan     | MF       | Kosuke Saito     |
| 9   | Japan     | ST       | Itsuki Someno    |
| 10  | Japan     | ST       | Yūdai Kimura     |
| 11  | Japan     | ST       | Hiroto Yamami    |
| 14  | Japan     | MF       | Yūya Fukuda      |
| 15  | Japan     | AB       | Kaito Suzuki     |
| 16  | Japan     | MF       | Rei Hirakawa     |
| 17  | Japan     | MF       | Tetsuyuki Inami  |
| 19  | Japan     | MF       | Yuan Matsuhashi  |

| Nr. |       | Position | Name             |
| --- | ----- | -------- | ---------------- |
| 20  | Japan | MF       | Sōma Meshino     |
| 21  | Japan | TW       | Yūya Nagasawa    |
| 22  | Japan | MF       | Hijiri Onaga     |
| 23  | Japan | MF       | Yuto Tsunashima  |
| 25  | Japan | ST       | Issei Kumatoriya |
| 26  | Japan | AB       | Yosuke Uchida    |
| 27  | Japan | ST       | Ryosuke Shirai   |
| 28  | Japan | MF       | Joi Yamamoto     |
| 29  | Japan | AB       | Maaya Sako       |
| 30  | Japan | MF       | Gakuto Kawamura  |
| 31  | Japan | TW       | Hiroki Mawatari  |
| 39  | Japan | MF       | Shion Nakayama   |
| 40  | Japan | MF       | Yuta Arai        |
| 41  | Japan | TW       | Keisuke Nakamura |
| 42  | Japan | MF       | Kento Imai       |

## Trainerchronik
| Trainer              | Nation                     | von               | bis                |
| -------------------- | -------------------------- | ----------------- | ------------------ |
| Jujiro Narita        | Japan                      | 1. Februar 1970   | 30. Juni 1973      |
| Frans van Balkom     | Niederlande Australien     | 1. Februar 1973   | 31. Januar 1976    |
| Shoichi Nishimura    | Japan                      | 1. Februar 1976   | 31. Januar 1981    |
| Ryoichi Aikawa       | Japan                      | 1. Februar 1981   | 30. Juni 1983      |
| Susumu Chiba         | Japan                      | 1. Juli 1983      | 31. Januar 1984    |
| Rudi Gutendorf       | Deutschland                | 1. Januar 1984    | 30. Juni 1986      |
| George Yonashiro     | Japan                      | 1. Juli 1986      | 30. Juni 1989      |
| Carlos Alberto Silva | Brasilien                  | 1. Juli 1990      | 30. Juni 1991      |
| José Macia „Pepe“    | Brasilien                  | 1. Januar 1991    | 31. Dezember 1992  |
| Yasutarō Matsuki     | Japan                      | 1. Februar 1993   | 31. Januar 1995    |
| Nelsinho Baptista    | Brasilien                  | 1. Februar 1995   | 25. April 1996     |
| Yasuyuki Kishino     | Japan                      | 26. April 1996    | 9. Mai 1996        |
| Émerson Leão         | Brasilien                  | 10. Mai 1996      | 31. Januar 1997    |
| Hisashi Katō         | Japan                      | 1. Februar 1997   | 1. Juni 1997       |
| Valdir Espinosa      | Brasilien                  | 2. Juni 1997      | 30. Oktober 1997   |
| Ryōichi Kawakatsu    | Japan                      | 1. November 1997  | 31. Januar 1998    |
| Nicanor              | Brasilien                  | 1. Februar 1998   | 7. September 1998  |
| Ryōichi Kawakatsu    | Japan                      | 8. September 1998 | 31. Januar 1999    |
| Hideki Matsunaga     | Japan                      | 1. Februar 1999   | 31. Januar 2000    |
| Chang Woe-ryong      | Südkorea                   | 1. Februar 2000   | 1. Januar 2001     |
| Yasutarō Matsuki     | Japan                      | 1. Februar 2001   | 16. Juli 2001      |
| Yukitaka Omi         | Japan                      | 17. Juli 2001     | 9. April 2002      |
| Lori Sandri          | Brasilien                  | 1. Januar 2002    | 30. Juni 2003      |
| Osvaldo Ardiles      | Argentinien                | 16. Mai 2003      | 18. Juli 2005      |
| Nobuhiro Ishizaki    | Japan                      | 19. Juli 2005     | 31. Juli 2005      |
| Vadão                | Brasilien                  | 1. August 2005    | 14. Dezember 2005  |
| Ruy Ramos            | Japan                      | 1. Februar 2006   | 31. Januar 2008    |
| Tetsuji Hashiratani  | Japan                      | 1. Februar 2008   | 31. Januar 2009    |
| Takuya Takagi        | Japan                      | 1. Februar 2009   | 14. Oktober 2009   |
| Takeo Matsuda        | Japan                      | 14. Oktober 2009  | 31. Januar 2010    |
| Ryōichi Kawakatsu    | Japan                      | 1. Februar 2010   | 6. September 2012  |
| Shinichiro Takahashi | Japan                      | 6. September 2012 | 31. Januar 2013    |
| Yasutoshi Miura      | Japan                      | 1. Februar 2013   | 15. September 2014 |
| Kōichi Togashi       | Japan                      | 1. September 2014 | 31. Dezember 2016  |
| Miguel Ángel Lotina  | Spanien                    | 1. Februar 2017   | 31. Januar 2019    |
| Gary White           | England Vereinigte Staaten | 1. Februar 2019   | 17. Juli 2019      |
| Michael Boris        | Deutschland                | 1. Februar 2019   | 31. Mai 2019       |
| Hideki Nagai         | Japan                      | 17. Juli 2019     | 1. September 2021  |
| Takafumi Hori        | Japan                      | 2. September 2021 | 13. Juni 2022      |
| Hiroshi Jōfuku       | Japan                      | 13. Juni 2022     | heute              |

## Saisonplatzierung
| Saison | Liga | Teams. | Pos.  | Zusch./Sp. | J. League Cup      | Kaiserpokal   | Kontinentalwettbewerb | Kontinentalwettbewerb |
| ------ | ---- | ------ | ----- | ---------- | ------------------ | ------------- | --------------------- | --------------------- |
| 1992   | -    | -      | -     | -          | Sieger             | Vize          | CC                    | 2. Runde              |
| 1993   | J1   | 10     | 1.    | 25.235     | Sieger             | Viertelfinale | CC                    | Vierter Platz         |
| 1994   | J1   | 12     | 1.    | 24.926     | Sieger             | 2. Runde      | CC                    | Dritter Platz         |
| 1995   | J1   | 14     | 2.    | 20.834     | -                  | Viertelfinale | CC                    | Viertelfinale         |
| 1996   | J1   | 16     | 7.    | 17.653     | Vize               | Sieger        | CC                    | Viertelfinale         |
| 1997   | J1   | 17     | 15.   | 10.933     | Gruppenphase       | 3. Runde      | -                     | -                     |
| 1998   | J1   | 18     | 12.   | 13.338     | Gruppenphase       | Viertelfinale | CWC                   | Viertelfinale         |
| 1999   | J1   | 16     | 7.    | 9.379      | 2. Runde           | Halbfinale    | -                     | -                     |
| 2000   | J1   | 16     | 10.   | 7.609      | Viertelfinale      | 4. Runde      | -                     | -                     |
| 2001   | J1   | 16     | 14.   | 19.396     | 1. Runde           | Viertelfinale | -                     | -                     |
| 2002   | J1   | 16     | 10.   | 15.128     | Gruppenphase       | 3. Runde      | -                     | -                     |
| 2003   | J1   | 16     | 8.    | 17.563     | Gruppenphase       | Viertelfinale | -                     | -                     |
| 2004   | J1   | 16     | 9.    | 15.059     | Halbfinale         | Sieger        | -                     | -                     |
| 2005   | J1   | 18     | 17. ▼ | 14.716     | Gruppenphase       | 4. Runde      | -                     | -                     |
| 2006   | J2   | 13     | 7.    | 5.705      | -                  | 3. Runde      | CL                    | Gruppenphase          |
| 2007   | J2   | 13     | 2. ▲  | 7.327      | -                  | 3. Runde      | -                     | -                     |
| 2008   | J1   | 18     | 17. ▼ | 14.837     | Gruppenphase       | 4. Runde      | -                     | -                     |
| 2009   | J2   | 18     | 7.    | 5.521      | -                  | 2. Runde      | -                     | -                     |
| 2010   | J2   | 19     | 5.    | 5.572      | -                  | 2. Runde      | -                     | -                     |
| 2011   | J2   | 20     | 5.    | 6.300      | -                  | n/a           | -                     | -                     |
| 2012   | J2   | 22     | 5.    | 5.710      | -                  | 3. Runde      | -                     | -                     |
| 2013   | J2   | 22     | 13.   | 6.343      | -                  | 3. Runde      | -                     | -                     |
| 2014   | J2   | 22     | 20.   | 5.430      | -                  | 2. Runde      | -                     | -                     |
| 2015   | J2   | 22     | 8.    | 5.655      | -                  | 2. Runde      | -                     | -                     |
| 2016   | J2   | 22     | 18.   | 5.402      | -                  | 3. Runde      | -                     | -                     |
| 2017   | J2   | 22     | 5.    | 6.206      | -                  | 2. Runde      | -                     | -                     |
| 2018   | J2   | 22     | 6.    | 5.936      | -                  | 4. Runde      | -                     | -                     |
| 2019   | J2   | 22     | 13.   | 5.371      | -                  | 2. Runde      | -                     | -                     |
| 2020   | J2   | 22     | 12.   | 2.429      | -                  | -             | -                     | -                     |
| 2021   | J2   | 22     | 12.   | 3.246      | -                  | 2. Runde      | -                     | -                     |
| 2022   | J2   | 22     | 9.    | 4.955      | -                  | Viertelfinale | -                     | -                     |
| 2023   | J2   | 22     | 3. ▲  | 7.982      | -                  | 3. Runde      | -                     | -                     |
| 2024   | J1   | 20     | 6.    | 20.976     | 1. Runde (Runde 3) | 3. Runde      | -                     | -                     |
| 2025   | J1   | 20     |       |            |                    |               |                       |                       |

## Auszeichnungen

### Spieler des Jahres
- Kazuyoshi Miura (1993)
- Pereira (1994)

### Torschützenkönig des Jahres
- Kazuyoshi Miura (1996)

### Nachwuchsspieler des Jahres
- Yūji Nakazawa (1999)
- Takayuki Morimoto (2004)

### Elf des Jahres
- Tetsuji Hashiratani (1993, 1994, 1995)
- Pereira (1993, 1994)
- Ruy Ramos (1993, 1994)
- Kazuyoshi Miura (1993, 1995, 1996)
- Shinkichi Kikuchi (1994, 1995)
- Bismarck (1994, 1995)
- Tsuyoshi Kitazawa (1994)
- Nobuhiro Takeda (1994)
- Yūji Nakazawa (1999)

## Frauenfußball
Die 1981 vom Yomiuri-Fußballklub aufgebaute Frauenabteilung Beleza (ベレーザ, Berēza) heißt seit 1999 nach dem Hauptsponsor Nippon TV NTV Beleza (日テレ・ベレーザ, Nittere Berēza). NTV Beleza spielt seit der Gründung der Liga 1989 in der L. League (Nadeshiko League).
Die Mannschaft gehört zu den besten Japans und hat in den Jahren 2000–2002, 2005–2008 und 2010 insgesamt 8 Meistertitel geholt. Yomiuri Beleza holte bereits 1990–1993 vier Meistertitel.